# 韋氏雙耳麗魚
韋氏雙耳麗魚，為輻鰭魚綱鱸形目隆頭魚亞目慈鯛科的其中一種，分布於南美洲黑河及奧里諾科河流域，體長可達10公分，棲息在河川中底層水域，生活習性不明，可作為觀賞魚。